# Zombie Shooter
Zombie Shooter — компьютерная игра, аркада с небольшими элементами ролевой игры, разработанная компанией Sigma Team. Выпущена в конце 2007 года. Англоязычная версия распространяется по shareware-схеме. Русская версия издана на CD компанией 1С летом 2008 года.
Название игры целиком отражает её суть — осуществлять отстрел зомби на протяжении десяти уровней основной кампании, а также в режимах Survive (Выживание) и новом режиме Gun Stand (Тир).
Zombie Shooter создан на движке игры Alien Shooter. По словам разработчиков, они не стали использовать более современный движок игры Alien Shooter 2 потому, что Zombie Shooter изначально создавался под shareware-продажи.

## Сюжет
Сюжета в самой игре нет совсем. Единственная информация о сюжете — официальная страница игры .
На официальном сайте можно узнать, что человечество снова в опасности, так как ученые некой секретной исследовательской базы с чем-то не справились и превратились в монстров. Толпы людей-зомби заполонили пространство базы и вскоре эпидемия может поразить всю планету Земля.

## Способности
В игре присутствуют четыре характеристики героя: Здоровье, Сила, Скорость и Меткость. Эти характеристики можно увеличивать при помощи очков опыта, которые даются за убийство зомби. Наличие характеристик приносит в Zombie Shooter небольшой элемент из ролевых игр.
Здоровье влияет на количество урона, выдерживаемого героем.
Сила влияет на максимальное количество патронов, которые может носить с собой игрок.
Скорость влияет на скорость передвижения героя по уровню.
Меткость влияет на радиус случайного разброса пули при стрельбе (и, соответственно, на урон. Полностью прокачанная меткость увеличит его в 2 раза).

## Вооружение
Всего в игре доступно девять видов оружия. По сравнению с Alien Shooter арсенал изменился незначительно.
- Два пистолета
- Дробовик
- Гранатомёт
- Пулемёт
- Ракетная установка
- Дискомет
- Плазменный пулемёт
- Огнемёт
- Магмовый пулемёт

Каждое оружие может быть улучшено трижды. Каждое последующее улучшение обходится дороже предыдущего. Усовершенствование затрагивает скорострельность, время перезарядки и убойную силу.
Дискомёт является заменой Охладителя из Alien Shooter, а также абсолютно новым оружием.

## Gun Stand
Gun Stand является аналогом режима выживания. По центру небольшой карты стоит стационарная пушка, окруженная стеной. Со всех сторон к центру движутся зомби, причем их количество постоянно увеличивается. Их цель — уничтожить пушку, поэтому они сначала ломают стену. Игроку надо как можно дольше продержаться в данной ситуации, уничтожая зомби. Также через определённое время игрок может устроить взрыв.

## Критика
В рецензии от журнала Dark City отмечалось использование менее совершенного игрового движка по сравнению с предыдущей игрой студии — Alien Shooter 2. Рецензент указывал на то, что создатели вообще отказались от сюжета, использования в игре транспортных средств и урезали ролевую систему. Графика, несмотря на то, что на момент выхода игры была недостаточно новой, в целом была выполнена на удовлетворительном уровне. В целом же, несмотря на то, что игра сама по себе с развлекательной задачей справляется, игре Alien Shooter 2 она сильно уступает.

## Продолжение
Продолжение — Zombie Shooter 2 — было выпущено в 2009 году на движке Alien Shooter 2.